# Aeroporto de Roterdã-Haia
O Aeroporto de Roterdã-Haia (em neerlandês:  Vliegveld Zestienhoven) (IATA: RTM, ICAO: EHRD), é um aeroporto holandês localizado a 3
 nmi (5,6 km; 3,5 mi) a noroeste da cidade de Roterdã, na província de Holanda do Sul. É o terceiro aeroporto mais movimentado da Holanda em termos de passageiros, atrás do Aeroporto de Amsterdão Schiphol e do Aeroporto de Eindhoven.

## Cias Aéreas e Destinos
| Cias Aéreas              | Destinos |
| ------------------------ | --- |
| BMI Regional             | Munique |
| British Airways          | Londres (LCY) |
| Cityjet                  | Londres (LCY) |
| Flex Flight              | Hamburgo |
| Flybe                    | Manchester |
| Jetairfly                | Tangier |
| KLM cityhopper           | Amsterdã |
| TACV Cabo Verde Airlines | Espargos (Sal), Paris (CDG) |
| Transavia                | Al Hoceima, Alicante, Barcelona, Budapeste, Faro, Gran Canaria, Lisboa, Málaga, Rome–Fiumicino, Tenerife–Sul, Veneza, Vienna Seasonal: Almería, Bergerac, Berlim-Schönefeld, Chambéry, Dubrovnik, Geneva, Girona, Grenoble, Heraklion, Ibiza, Innsbruck, Klagenfurt , Lamezia Terme, Lanzarote, Montpellier, Palermo, Palma de Mallorca, Pisa, Pula, Salzburg, Skellefteå Split, Toulon, Valencia |
| Turkish Airlines         | Istambul |
| VLM Airlines             | Hamburgo |
| Vueling Airlines         | Barcelona |

## Acidente
O voo NLM CityHopper 431 refere-se a um Fokker F-28-4000, registro PH-CHI, que deveria operar um serviço internacional de passageiros programado em Roterdã-Eindhoven-Hamburgo. Em 6 de outubro de 1981, a aeronave encontrou um tornado na primeira etapa, minutos depois de decolar do aeroporto de Roterdã, e caiu 15 milhas (24 km) ao sul-sudeste de Roterdã. Todos os 17 ocupantes da aeronave - 13 passageiros e 4 tripulantes - morreram no acidente.